# نادي بورنيو
نادي بورنيو هو نادي كرة قدم إندونيسي من مدينة ساماريندا يلعب في دوري 1، تأسس عام 2014.